# Elecciones generales de Sint Maarten de 1999
Elecciones generales tuvieron lugar en Sint Maarten el 21 de mayo de 1999. El resultado fue una victoria para el Partido Democrático, el cual obtuvo siete de los once escaños en el Consejo de la Isla.

## Resultados
| Partido                                  | Votos | %     | Escaños | +/–   |
| ---------------------------------------- | ----- | ----- | ------- | ----- |
| Partido Democrático                      | 5 601 | 54,42 | 7       | +2    |
| Alianza Patriótica de Sint Maarten       | 2 862 | 27,81 | 3       | –2    |
| Partido Nacional Progresivo              | 1 259 | 1 259 | 1       | Nuevo |
| Partido Popular Alternativa Seria        | 423   | 4,11  | 0       | –1    |
| Decisión 1999                            | 76    | 0,74  | 0       | Nuevo |
| PRLP                                     | 64    | 0,62  | 0       | Nuevo |
| Movimiento de Liberación de Sint Maarten | 7     | 0,07  | 0       | Nuevo |
| Votos en blanco/nulos                    |       | –     | –       | –     |
| Total                                    |       | 100   | 11      | 0     |
| Electores registrados/participación      |       |       | –       | –     |
| Fuente: Carib Tourism, Lynch & Lynch     |       |       |         |       |